# Бојлинг Спрингс (Пенсилванија)
Бојлинг Спрингс (енгл. Boiling Springs) насељено је место без административног статуса у америчкој савезној држави Пенсилванија.

## Демографија
По попису из 2010. године број становника је 3.225, што је 456 (16,5%) становника више него 2000. године.
| Група             | 2000.         | 2010.         |
| Белци             | 2.701 (97,5%) | 3.051 (94,6%) |
| Афроамериканци    | 18 (0,7%)     | 19 (0,6%)     |
| Азијати           | 16 (0,6%)     | 44 (1,4%)     |
| Хиспаноамериканци | 15 (0,5%)     | 68 (2,1%)     |
| Укупно            | 2.769         | 3.225         |